# Бжозув-Старий
Бжозув-Старий (пол. Brzozów Stary) — село в Польщі, у гміні Ілув Сохачевського повіту Мазовецького воєводства.
Населення — 586 осіб (2011).
У 1975-1998 роках село належало до Плоцького воєводства.

## Демографія
Демографічна структура станом на 31 березня 2011 року:
|          | Загалом | Допрацездатний вік | Працездатний вік | Постпрацездатний вік |
| -------- | ------- | ------------------ | ---------------- | -------------------- |
| Чоловіки | 270     | 49                 | 197              | 24                   |
| Жінки    | 316     | 64                 | 188              | 64                   |
| Разом    | 586     | 113                | 385              | 88                   |